# Isaac Barrow
Isaac Barrow (Londra, 1630 – Londra, 4 maggio 1677) è stato un matematico, teologo, erudito ed ecclesiastico inglese.
Gli viene attribuito un ruolo (ancorché non di primo piano) nello sviluppo del moderno calcolo infinitesimale. In particolare viene ricordato per i suoi lavori sul calcolo della tangente: si ritiene sia stato il primo a calcolare le tangenti della curva kappa. Isaac Newton fu allievo di Barrow.

## Biografia

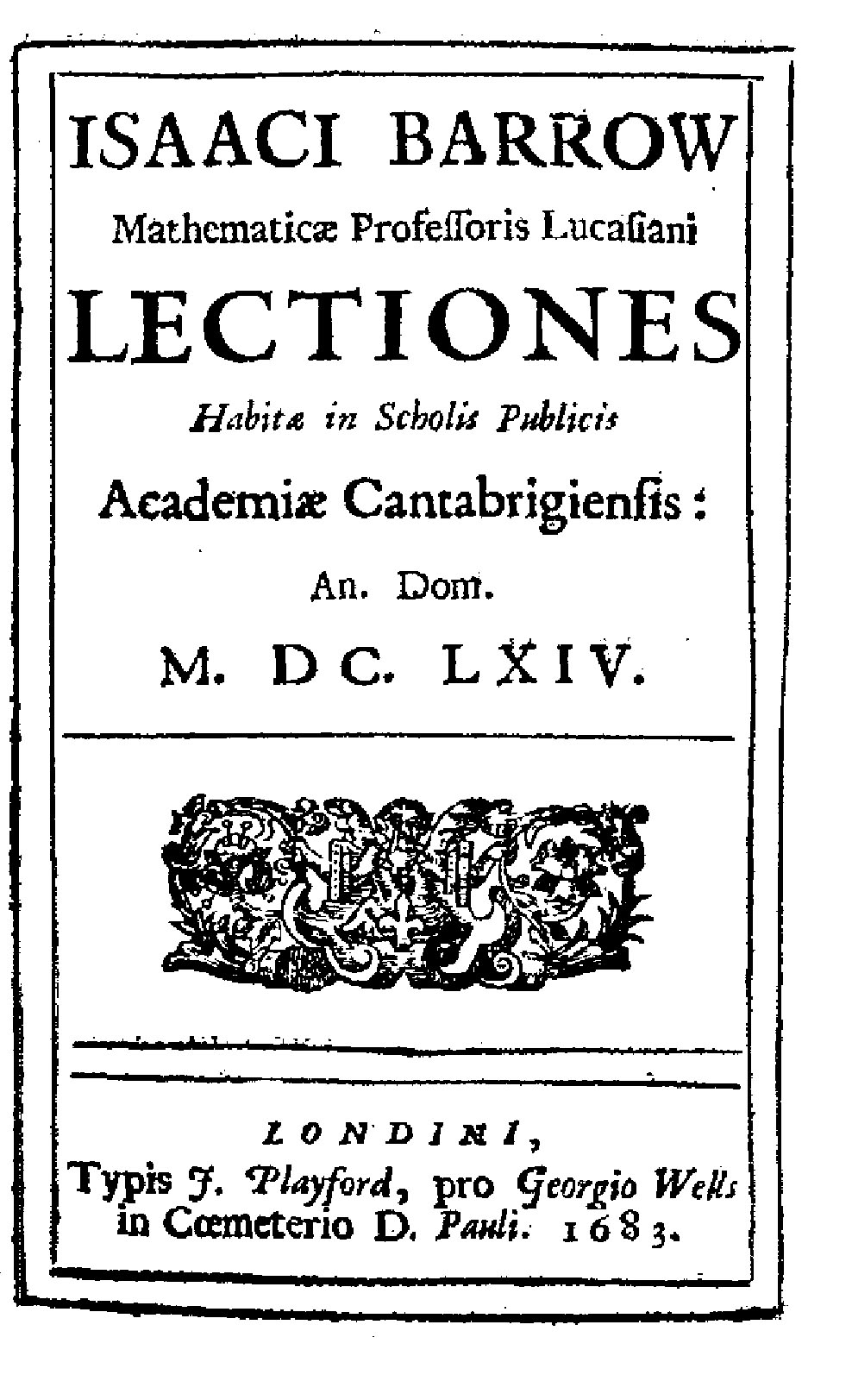
Lectiones habitae in scholiis publicis academiae Cantabrigiensis AD 1664

Frequentò inizialmente la scuola a Charterhouse e successivamente a Felstead. Completò la sua formazione al Trinity College, Cambridge, in cui suo zio e omonimo, in seguito vescovo della St. Asaph, fu un Professore Universitario. Condusse faticosi studi, suddivisi in classici e matematici; dopo la laurea nel 1648, fu scelto per una carica di professore universitario nel 1649; risiedette per alcuni anni all'università e fu candidato come professore di greco a Cambridge, ma nel 1655 fu cacciato dalle persecuzioni degli Indipendenti.
Trascorse i quattro anni successivi viaggiando in Francia, in Italia e perfino a Costantinopoli e dopo molte avventure ritornò in Inghilterra nel 1659. L'anno successivo fu nominato professore Regio di Greco a Cambridge. Nel 1662 fu professore di geometria all'università di Gresham e nel 1663 fu il primo a cui venne assegnata la cattedra lucasiana di matematica a Cambridge. In questo periodo pubblicò due lavori matematici di grande erudizione ed eleganza, il primo sulla geometria e il secondo sull'ottica.
Nel 1669 si dimise per far posto al suo allievo, Isaac Newton, che per lungo tempo fu considerato il suo unico superiore fra i matematici inglesi. In questo periodo inoltre compose Expositions of the Creed, The Lord's Prayer, Decalogue, e Sacraments. Per il resto della sua vita si dedicò allo studio sulla divinità. Fu nominato D.D. dal mandato reale nel 1670 e due anni dopo Master del Trinity College, (1672), dove fondò la biblioteca e rimase fino alla sua morte a Cambridge.
Oltre ai lavori suddetti, scrisse altri trattati importanti sulla matematica, per quanto riguarda la letteratura è conosciuto per i suoi sermoni, che sono capolavori di una argomentativa eloquenza, mentre il suo trattato sulla Supremazia del Papa è da considerare come uno degli esemplari più perfetti di polemica in atto. Il carattere di Barrow come uomo era sotto tutti gli aspetti degno dei suoi grandi talenti, benché avesse una vena forte di eccentricità. Morì celibe a Londra all'età di 47 anni. 
È descritto come "basso di statura, magro e di carnagione pallida", trascurato nell'abbigliamento e fumatore incallito. Si mise in evidenza per la sua resistenza e il coraggio dimostrato durante un viaggio all'est in cui salvò la nave bloccando i pirati. La sua preparazione e il suo spirito caustico lo resero il favorito di Carlo II e ciò indusse i più ostili a rispettarlo anche se non lo apprezzavano. Scrisse con costante eloquenza ed in modo signorile; grazie alla sua vita condotta senza scalpori, scrupolosa e coscienziosa divenne un personaggio notevole per quel tempo.

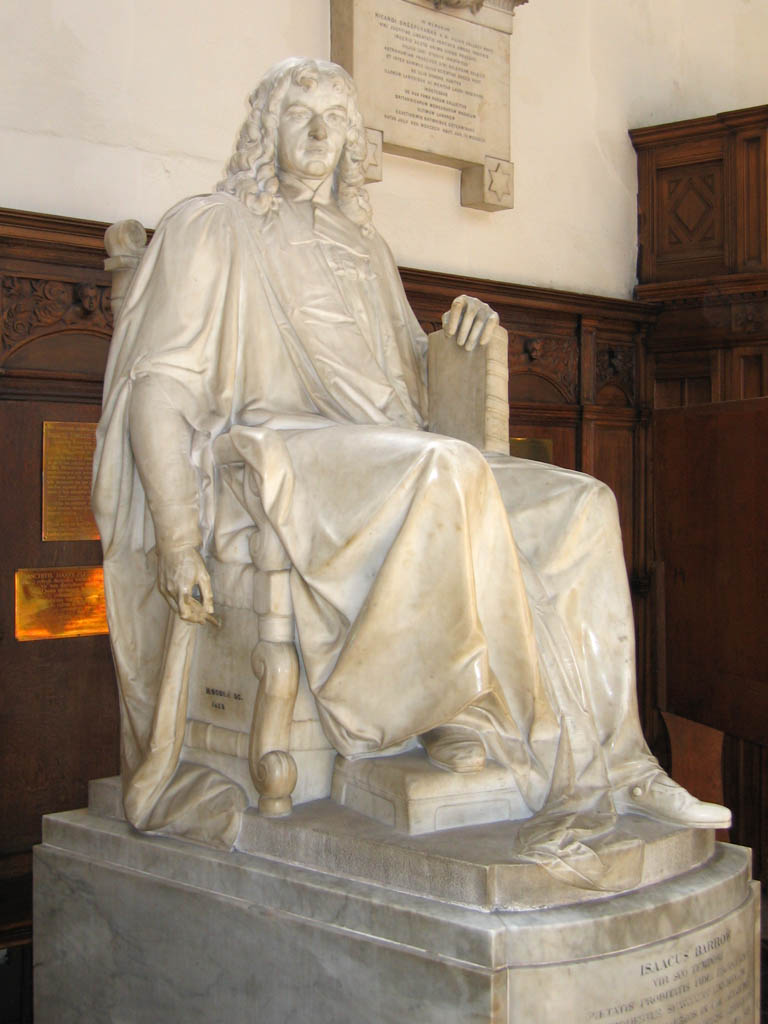
Statua di Isaac Barrow nella Cappella del Trinity College, Cambridge

Il suo primo lavoro fu un'edizione completa degli elementi di Euclide, che pubblicò in Latino nel 1655 ed in inglese nel 1660; nel 1657 pubblicò un'edizione di Data. i suoi trattati, pubblicati nel 1664, nel 1665 e nel 1666, furono pubblicati in 1683 con il titolo Lezioni Matematiche basati principalmente sulla metafisica. I trattati del 1667, pubblicati durante lo stesso anno, presentano un'analisi dei risultati principali di Archimede. Nel 1669 pubblicò le Lezioni Ottiche e Geometriche. Pare che nell'introduzione Newton modificò e corresse questi trattati, aggiungendo i suoi risultati, ma sembra probabile dalle osservazioni di Newton, che le aggiunte siano state limitate alle parti relative all'ottica. Quello, che fu il suo lavoro più importante nella matematica, fu ripubblicato con alcune variazioni secondarie nel 1674. Nel 1675 pubblicò un'edizione con le osservazioni dei primi quattro libri delle sezioni sulla conica di Apollonio di Perga e di ciò che rimane dei lavori di Archimede e di Teodosio.
Nei trattati relativi all'ottica molti problemi collegati con la riflessione e la rifrazione della luce sono trattati con ingegnosità. In tali trattati è definito il fuoco geometrico di un punto visto dalla riflessione o dalla rifrazione e viene spiegato che l'immagine di un oggetto è il luogo dei fuochi geometrici di ogni punto su esso. Inoltre, Barrow risolse alcune delle proprietà facilitando considerevolmente la spiegazione cartesiana dell'arcobaleno.
I trattati geometrici contengono altri nuovi modi per determinare le aree e le tangenti delle curve. Il più noto di questi è il metodo per la determinazione delle tangenti alle curve, metodo molto importante, perché illustra la maniera in cui Barrow, Johann Hudde e René de Sluze lavoravano sulle linee suggerite da Fermat verso i metodi del calcolo differenziale.
Fermat aveva osservato che la tangente ad una curva in un punto P era determinata se era noto un altro punto tra P ed essa; quindi, calcolata la lunghezza della MT sottotangente (determinando così il punto T), la retta TP sarebbe la tangente richiesta. Così Barrow rilevò che note l'ascissa e l'ordinata di un punto Q adiacente a P, si otterrebbe un piccolo triangolo PQR (denominato il triangolo differenziale, perché i suoi lati PR e PQ sono le differenze delle ascisse e delle ordinate dei punti P e Q), di modo che TM: MP = QR: RP.
Per trovare QR:RP ha supposto che la x, y fossero le coordinate di P e x-e, y-a quelle di Q (Barrow in realtà usa P per x e la m per y, ma si modificano per avvicinarsi alla pratica moderna). Sostituendo le coordinate di Q nell'equazione della curva e trascurando i quadrati e le potenze più alte di e di a, rispetto alle loro prime potenze, ha ottenuto la e:a. Il rapporto a/e successivamente (in conformità con un suggerimento formulato da Sluze) è stato chiamato il coefficiente angolare della tangente nel punto.
Barrow ha applicato questo metodo alle curve:
1. x² (x² + y²) = r²y²;

2. x³ + y³ = r³;

3. x³ + y³ = rxy, denominato galande;

4. y = (r - x) tanπx/2r, la quadratica; e

5. y = r tanπx/2r.
Sarà sufficiente qui prendere a titolo illustrativo il caso più semplice della parabola y²=px. Usando la notazione data sopra, abbiamo per il punto la P, y²=px; e per il punto
Q: (y - a)² = p(x - e). Sottraendo otteniamo 2ay - a² = pe.
Ma, se a è una quantità infinitesimale, a² deve essere infinitamente piccola e quindi può essere trascurata quando confrontata con le quantità 2ay e pe. Quindi 2ay = pe, cioè, e:a = 2y:p.
Di conseguenza:
TP:y = e:a = 2y:p.
Quindi TM = 2y²/p = 2x.
Questa è esattamente la procedura del calcolo differenziale, salvo che là abbiamo una regola da cui possiamo ottenere il rapporto a/e o dy/dx direttamente senza passare attraverso i calcoli simili a quelli sopra per ogni caso separato.

## Opere
- (LA) Isaac Barrow, Lectiones habitae in scholiis publicis academiae Cantabrigiensis AD 1664, Londini, typis J. Playford : pro Georgio Wells in Coemeterio D. Pauli, 1683. URL consultato il 30 maggio 2015.

## Varie
In suo onore ad un cratere lunare fu dato il nome di Cratere Barrow.